# Balão (balé)
No balé, o balão (do francês: ballon, pronúncia em francês: [balɔ̃] (escutarⓘ) é a aparência de ser leve ao pular, uma estética desejável em gêneros de dança, que demonstra que um dançarino salta sem esforço, flutuando no ar e aterrissa suavemente. Existem duvidas que o nome foi inspirado no bailarino francês Claude Balon, que era conhecido por realizar saltos excepcionalmente leves.

## Física
Uma dançarina parece desafiar as leis da física quando o balão é executado eficazmente. Por exemplo, durante um grand-jeté, o dançarino pode parecer pairar no ar. Fisicamente, o centro de massa do dançarino segue uma trajetória balística, semelhante a um projétil, mas os observadores têm capacidade limitada de calcular o centro de massa quando um projétil muda sua configuração em vôo. Ao levantar os braços e as pernas enquanto sobe e abaixa-los enquanto desce, o dançarino altera visualmente o caminho do centro de massa, parecendo aos observadores estar momentaneamente flutuando no ar. 
Os dançarinos se esforçam para exibir o balão, como pequenos passos de allegro. Por exemplo, ballon é uma característica do pas de chat. O dançarino começa com um plié (joelhos dobrados) e então, durante a fase ascendente do passo, levanta cada joelho sucessivamente com os quadris virados para fora, de modo que por um momento ambos os pés estão no ar e o dançarino parece estar suspenso em ar. Para dar a aparência de leveza na hora de aterrissar, a bailarina faz pliés e rola o pé da ponta ao calcanhar.